# Jankowo Gdańskie
Jankowo Gdańskie is een plaats in het Poolse district  Gdański, woiwodschap Pommeren. De plaats maakt deel uit van de gemeente Kolbudy en telt 320 inwoners.